# Kite (Anime)
Kite, japanischer Originaltitel A Kite, ist ein Adult-OVA aus dem Jahr 1998. Regie bei dem Action-Drama führte Yasuomi Umetsu von dem auch das Drehbuch und Character Design stammt.
Am 21. März 2008 wurde der Nachfolger Kite Liberator - Angel of Death veröffentlicht.

## Handlung
Akai ist ein japanischer Polizist, der Kinder zur Durchführung von Auftragsmorden rekrutiert. Die Opfer sind pädophile Männer und Leute, die ihm gefährlich werden können. Die Kinder sind höchstprofessionelle Killer, die ihre Opfer auf brutale Weise mit Spezialwaffen töten.
Akai hat mit Sawa, einem jungen Mädchen, das auch Aufträge für ihn ausführt, ein Verhältnis angefangen. Der Polizist hat zwar Sawas Eltern ermordet, doch sie weiß dies nicht. Da er ihr versprochen hat die Mörder zu finden, hat sie ihn als Beschützer akzeptiert. Im Laufe der Zeit wird ihr aber klar, dass Akai der Mörder sein muss. Dennoch ist sie aus Mangel an anderen Bezugspersonen bei ihm geblieben.
Während eines Auftrages lernt Sawa den Jungen Oburi kennen, der auch an dem Auftrag beteiligt ist. Da er ebenfalls keine Familie und vermutlich das gleiche Schicksal erlitten hat wie Sawa, kommen sich die beiden näher.
Akai sieht in dieser Beziehung eine Gefahr für sich und gibt Sawa den Auftrag Oburi zu töten. Das junge Pärchen beschließt stattdessen Akai und seinen Helfer Kanie zu töten. Der Versuch scheitert, Oburi soll nun von Kanie ermordet werden. Sawa kann Akai von ihrer Loyalität überzeugen und erfährt den Ort, an dem dies geschehen soll.
Am nächsten Tag stellt Akai überrascht fest, dass nicht Oburi tot ist, sondern sein Helfer Kanie. Er vermutet, dass Oburi seinen Helfer überlistet hat und sucht ihn auf. Zu seiner Überraschung wartet Sawa auf ihn, von der er getötet wird.
In der letzten Szene, in der Sawa auf ihren Freund Oburi wartet, schießt ein anderes junges Mädchen auf diesen. Sie benutzt dabei eine der Spezialwaffen, die auch Sawa benutzte.

## Veröffentlichung
Der Film entstand ursprünglich als zweiteilige Original Video Animation. Animiert wurde er von Arms und vertrieben durch Green Bunny. Die erste Episode erschien in Japan am 25. Februar 1998, während die zweite am 25. Oktober desselben Jahres auf VHS veröffentlicht wurde.
Die beiden ungefähr 30-minütigen Episoden wurden in anderen Ländern zusammengeschnitten und als einstündiger Film herausgebracht. Kite wurde zwar in mehreren Ländern veröffentlicht, meist aber aufgrund pornografischer Szenen nur in stark gekürzter Fassung.
Die deutsche Fassung unter dem Label OVA18 von OVA Films wurde 2000 durch deren Exklusivvertrieb ACOG veröffentlicht. Diese Fassung besteht aus 55 Minuten. Kite wurde am 22. November 2000 auch im Rahmen der dctp-Programmschiene als Kite – Ein gefährliches Mädchen auf VOX gezeigt.

## Synchronisation
Anmerkung: Die Namen der japanischen Synchronsprecher sind Pseudonyme, die sie für diese Produktion angenommen haben.
| Rolle | Japanischer Sprecher (Seiyū) | Deutscher Sprecher   | Deutscher Sprecher |
| Rolle | Japanischer Sprecher (Seiyū) | 1. Synchro           | 2. Synchro         |
| ----- | ---------------------------- | -------------------- | ------------------ |
| Sawa  | Kotomi Naruse                | Barbara Seifert      | Nicole Hannak      |
| Oburi | Shingo Oyamada               | Marco Steeger        |                    |
| Akai  | Gorō Shibusawa               | Joachim Rudolph      | Dirk Müller        |
| Kanie | Tatsuo Matoba                | Christopher Gottwald | Werner Böhnke      |

## Kritik
„Der Plot ist nahezu identisch mit Jean-Luc Bessons Film „Nikita“, trotzdem ist „Kite“ ein eigenständiger, gut gemachter Actionthriller, der sich ernsthaft mit dem Thema Gewalt auseinander setzt. Yasuomi Umetsu verwendet viel Sorgfalt auf eine ausgefeilte, realistische Zeichnung, auch in den Mord- und einigen unverblümten Erotikszenen.“

## Realverfilmung
Inszeniert von Ralph Ziman, entstand 2014 die US-amerikanische Realverfilmung Kite – Engel der Rache. In tragenden Rollen sind Callan McAuliffe in der Rolle des Oburi, India Eisley als Sawa sowie Samuel L. Jackson zu sehen. Der deutsche Verkaufsstart des Films war am 2. Oktober 2014.